# 蕭力修
蕭力修（Aozaru Shiao，1976年—），台灣電影導演、編劇、攝影師，畢業於國立臺北藝術大學電影研究所。2015年導演的作品「麻醉風暴」橫掃第50屆金鐘獎迷你劇集／電視電影獎、迷你劇集／電視電影導演獎，同時黃建銘、王卉竺拿下編劇獎，迷你劇集（電視電影）配角獎也由吳慷仁獲得。導演蕭力修表示，很幸運能遇到好故事、好演員，一起完成對的故事。

## 導演作品

### 電視劇
- 2015《麻醉風暴》
- 2017《麻醉風暴2》
- 2019《民国少年侦探社》（與洪伯豪、林彥廷共同執導）
- 2023《台灣犯罪故事－出軌》

### 電影
- 2003《神的孩子》
- 2007《神選者》
- 2013《阿嬤的夢中情人》
- 2014《想飛》
- 2021《複身犯》

### 音樂錄影帶
- 2012 布朗 【light up my fire】
- 2012 布朗 【為自己加油】

## 獎項
- 2004年短片作品《神的孩子》入圍第41屆金馬獎最佳視覺效果及最佳創作短片。
- 2015年導演作品「麻醉風暴」橫掃第50屆金鐘獎迷你劇集／電視電影獎、迷你劇集／電視電影導演獎。[1][2][3]
- 2023年導演作品《台灣犯罪故事-出軌》入圍第58屆金鐘獎戲劇類節目剪輯獎。

## 資料來源

### 腳註
1. 1 2  麻醉風暴金鐘50風光 蕭力修：很幸運 （页面存档备份，存于），中央社，2015年9月26日
2. 1 2  16個夏天奪金鐘戲劇獎 麻醉風暴大贏家 （页面存档备份，存于），中央社，2015年9月26日
3. 1 2  金鐘獎第50屆 完整得獎名單 （页面存档备份，存于），中央社，2015年9月26日

### 外部連結
- 蕭力修在互联网电影资料库（IMDb）上的資料（英文）
- 在AllMovie上蕭力修的頁面（英文）
- 蕭力修在香港影庫上的簡介
- 蕭力修在豆瓣上的资料（简体中文） （简体中文）
- 蕭力修在时光网上的簡介（简体中文）
- 台灣電影網
- 台灣偶像劇場 （页面存档备份，存于）
- 專訪《阿嬤的夢中情人》導演蕭力修、北村豐晴-「重現那個對未來很有希望的年代。」